# (18319) 1981 QS2
A (18319) 1981 QS2 a Naprendszer kisbolygóövében található aszteroida. Henri Debehogne fedezte fel 1981. augusztus 23-án.